# Sèdjè-Houégoudo
Sèdjè-Houégoudo est un arrondissement de la commune de Zè situé dans le département de l'Atlantique dans le Sud du Bénin.

## Géographie

### Administration
Sèdjè-Houégoudo fait partie des 11 arrondissements que compte la commune de Zè. il est composé de 08 villages que sont:
1. Aglangbin
2. Ahozonnoudé
3. Akpomey
4. Ayahounta-Fifadji
5. Bodji
6. Missèbo
7. Sèdjannako
8. Sèdjè-Houégoudo[3]

## Toponymie

### Histoire
L'arrondissement de Sèdjè-Houégoudo est une subdivision administrative béninoise. Il devient officiellement un arrondissement de la commune de Zè le 27 mai 2013 après la délibération et adoption par l'Assemblée nationale du Bénin en sa séance du 15 février 2013 de la loi n° 2013-O5 du 15/02/2013 portant création, organisation, attributions et fonctionnement des unités administratives locales en République du Bénin.

## Population et société
Selon le recensement général de la population et de l'habitation(RGPH4) conduit par l'institut national de la statistique et de l'analyse économique (INSAE), la population de Sèdjè-Houégoudo compte 1149  ménages pour 7104  habitants.